# 表輝幸
表 輝幸（おもて てるゆき、1963年11月21日 - ）は、日本の実業家。ルミネ代表取締役社長。東日本旅客鉄道株式会社（JR東日本）で主に生活サービス分野での長年のキャリアを経て、マーケティング担当(生活サービス、IT-Suica、営業)常務を経た後、ルミネの経営を担う。エキナカ・駅ビル開発や駅弁再生、会社再建、商業施設運営における豊富な経験と実績を持ち、ルミネの成長戦略を推進している。

## 経歴
石川県出身。早稲田大学大学院理工学研究科修了後、1988年にJR東日本に入社。自ら手を挙げ帝国ホテルに出向した後、ホテル、住宅、新規事業開発などに従事し、2000年には株式会社日本レストラン調理センター社長にグループ最年少で就任し駅弁改革を推進。株式会社日本ばし大増、株式会社紀ノ国屋のM&Aを手掛けた。JR東日本で、東京駅グランスタの開発を牽引し、事業創造本部 開発・地域活性化部門長を経て、2011年にルミネへ移り、「ルミネ有楽町」の開業や「NEWoMan新宿」のプランニングに携わった。ルミネ常務取締役、専務取締役などを経て、2015年にJR東日本に戻り、2016年に執行役員、2021年に常務執行役員に就任。2023年6月、ルミネ代表取締役社長に就任。

＞「JR東日本時代」
>JR東日本入社時、デール・カーネギーの「人を動かす」との出会いは、自身の強みを深く認識し、それを意識的に発揮するための原点となった。国鉄分割民営化直後の入社という時代背景もあり、「会社経営とはどうあるべきか」という問いを常に抱いていた表は、入社2年目に帝国ホテルへの出向を自ら志願。「現場が終わってまた現場か」という社内の反対を押し切り、「定期的な報告書の提出」を約束することで、その機会を得た。この出向中、経営やマネジメントに関する書籍100冊を読破。そこで得た学びを現場で実践・検証し、報告書としてまとめることで、「永遠に成長し続ける組織の条件」や「顧客志向の本質」など、経営のあるべき姿を深く探求した。理論と実践の往復を通じて、表は自らの答えを明確にし、疑問や迷いを確信と覚悟へと昇華させた。
* 参考文献「人を動かす」（デール・カーネギー）
＞「日本レストラン調理センター社長時代」
> グループ最年少で駅弁事業子会社の社長に就任した際、現場からは「こんな安い給与ではやっていられない、とにかく給与を上げてほしい」という切実な声が日々寄せられた。そこで表は、「給与以外で、いかにして従業員を幸せにできるか」という難題に直面する。この問いを深く追求する中で、「人は何のために生きるのか」「幸せとは何か」という根源的な問いへと思考は発展。様々な著者の言葉を参考にしながら、思索を重ねた結果、「人は他者の幸せを創造することによって、自らの幸せをも実感する」という信念に至った。

＞「JR東日本時代」＞「東京駅グランスタ開発」
> 東京駅のエキナカ商業空間「グランスタ東京」の開発責任者となった表は、明確なビジョンを示すことの重要性を強く認識していた。既存店舗を一旦白紙に戻し、世界一の駅にふさわしい空間を創造するという困難な事業であったからこそ、人々の心を揺さぶるようなビジョンが不可欠だと考えたのである。社員から「実現できない夢を描いても意味がない」という声が上がる中、表は決して諦めなかった。粘り強い対話と鼓舞を繰り返し、社員一人ひとりの限界を超えることで、遂に共感を呼ぶビジョンを描き出した。そして、リーダーとして、その実現に向けて強い覚悟を持って交渉に臨んだ。このプロジェクトを進めるにあたり、表は過去の読書体験から大きなインスピレーションを得た。建築を学んでいた大学生時代に読んだ近代建築史「谷間の花が見えなかった時」を再読。学生時代には、日本と西洋の建築様式の融合や東京駅の成立過程に関心を抱いていたが、駅弁事業の責任者として改めて読み返した時、辰野金吾や松本與作など、建設に携わった人々の情熱と苦労が鮮やかに蘇った。この経験から、表は歴史にふさわしい駅弁を作り、日本の駅弁文化を世界に発信するという新たな挑戦への想いを強くした。
*参考文献「谷間の花が見えなかった時」

＞「JR東日本時代」＞「高輪ゲートウェイ駅周辺開発」
> JR東日本グループにおける生活サービス事業の長期的な方向性を示すビジョン「NEXT 10」の策定を主導するとともに、 駅を中心とし新たな価値を創造する「ビヨンドザステーションズ」構想を推進。さらに、高輪ゲートウェイ駅周辺のまちづくり構想に携わる中で、表は、人類誕生の奇跡を考察した「人類が生まれるための12の偶然」を再読。日本初の鉄道が走ったイノベーションの地としての歴史を振り返り、その恩恵によって現代の安全で便利な生活が築かれたことを改めて認識した。そして、地球環境問題が深刻化する現代において、「未来のために何ができるのか」という問いを深く追求するため、環境問題に関する書籍を渉猟。「経営に関係のない」と思われる分野にも、重要な示唆が隠されていると考えたのである。その過程で、表は「さよならの先」という書籍に強い衝撃を受けた。命の終わりを意識した人々が、ただ寿命を待つのではなく、何かを生み出そうと懸命に努力し、周囲に生きる意味を示唆する姿に、表は心を揺さぶられた。「かわいそう」と思い込んでいた人々が持つ、計り知れない力。この発見は、表に「自分は社員一人ひとりの強みを十分に引き出せていただろうか」という自己省察を促した。表は、本には人々の価値観を根源から揺さぶる力があると説いている。
*参考文献「人類が生まれるための12の偶然」「さよならの先」
ルミネ・表輝幸社長の本棚　己の強みを知る：日本経済新聞
リーダーシップと業績
ルミネ社長就任後は、企業理念「お客さまの／思いの先をよみ、／期待の先をみたす。」を重視し、社員との理念共有を重視する。また、JR東日本において「ホテル・商業施設開発」「Beyond Stations構想」や「品川開発プロジェクト」など、駅を中心とした街づくりや地域活性化に貢献する革新的なプロジェクトを推進。ルミネにおける新たな事業展開やデジタル戦略など、業界に革新をもたらす取り組みを進めている。2024年度に厚生労働大臣の「プラチナくるみん認定」、女性活躍推進法に基づく優良企業「えるぼし認定」最高位を取得、2025年4月に石破総理がルミネ本社訪問、意見交換などを行っている。
ビジョンと社会貢献
「アジア」と「ローカル」に注目し、グローバルな視点を持つ。また、「150年先も残るイノベーション」を目指し、持続可能な社会の実現に貢献することを目指す。バーゲンに代わる新たなサスティナブル施策「エシカーニバル」の企画推進など、SDGsやESGに関する取り組みを推進、企業の社会的責任を果たすための活動を積極的に進めている。地域社会への貢献活動や、文化・アート活動への支援なども行っている。